# Rafik Schami

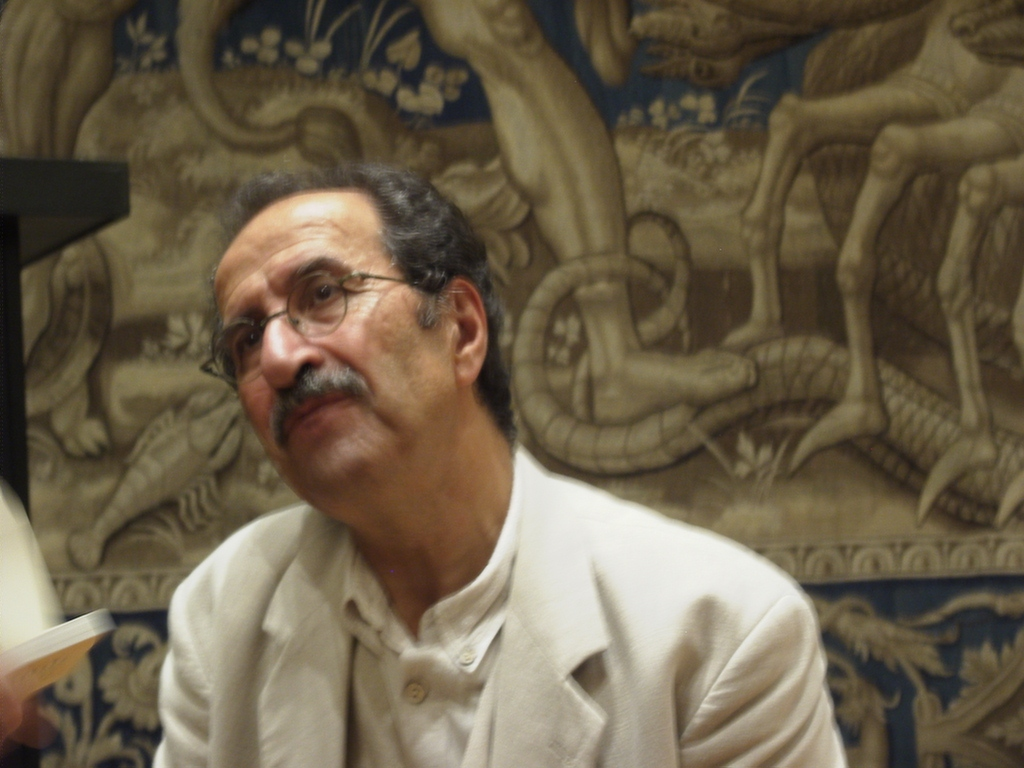
Rafik Schami.

Rafik Schami (egentligen, Suheil Fadél) född 23 juni 1946 i Damaskus, är en tysk författare.
1971 flyttade han till Heidelberg där han finansierade sina studier med att arbeta på fabriker, byggen och restauranger. Han doktorerade i kemi 1979. Sedan 1982 är han heltidsförfattare. Schami bor i Kirchheimbolanden med sin fru och son. Han har dubbelt medborgarskap.